# 螣蛇七
HD 206267，又名BD+56 2617，SAO 33626、HR 8281，是一颗位於仙王座的恒星，视星等为5.62，位于銀經99.29，銀緯3.74，其B1900.0坐标为赤經21h 35m 51.4s，赤緯+57° 3.74′ 12″。